# P2RY6
P2RY6 (англ. Pyrimidinergic receptor P2Y6) – білок, який кодується однойменним геном, розташованим у людей на короткому плечі 11-ї хромосоми. Довжина поліпептидного ланцюга білка становить 328 амінокислот, а молекулярна маса — 36 429.
| 10         |  | 20         |  | 30         |  | 40         |  | 50         |
| ---------- |  | ---------- |  | ---------- |  | ---------- |  | ---------- |
| MEWDNGTGQA |  | LGLPPTTCVY |  | RENFKQLLLP |  | PVYSAVLAAG |  | LPLNICVITQ |
| ICTSRRALTR |  | TAVYTLNLAL |  | ADLLYACSLP |  | LLIYNYAQGD |  | HWPFGDFACR |
| LVRFLFYANL |  | HGSILFLTCI |  | SFQRYLGICH |  | PLAPWHKRGG |  | RRAAWLVCVA |
| VWLAVTTQCL |  | PTAIFAATGI |  | QRNRTVCYDL |  | SPPALATHYM |  | PYGMALTVIG |
| FLLPFAALLA |  | CYCLLACRLC |  | RQDGPAEPVA |  | QERRGKAARM |  | AVVVAAAFAI |
| SFLPFHITKT |  | AYLAVRSTPG |  | VPCTVLEAFA |  | AAYKGTRPFA |  | SANSVLDPIL |
| FYFTQKKFRR |  | RPHELLQKLT |  | AKWQRQGR   |  |            |  |            |

A: Аланін

C: Цистеїн

D: Аспарагінова кислота

E: Глутамінова кислота

F: Фенілаланін

G: Гліцин

H: Гістидин

I: Ізолейцин

K: Лізин

L: Лейцин

M: Метіонін

N: Аспарагін

P: Пролін

Q: Глутамін

R: Аргінін

S: Серин

T: Треонін

V: Валін

W: Триптофан

Кодований геном білок за функціями належить до рецепторів, g-білокспряжених рецепторів, білків внутрішньоклітинного сигналінгу. 
Локалізований у клітинній мембрані, мембрані.